# Солнцеворот (группа)
«Солнцеворо́т» — российская фолк-рок группа из Калининграда. Основана в ноябре 2009 года музыкантом и автором песен Андреем Калядой (Титковым).
В кратчайший срок группа становится известной как в родном Калининграде, так и за его пределами. Тексты песен и манера исполнения группы имеют выраженный славянский оттенок, что наряду с использованием в записях некоторых народных инструментов позволяет добавлять к описанию музыкального стиля коллектива приставку «фолк», хотя на сцене «Солнцеворот» всегда представлен в классическом рок-составе.

## История создания коллектива
К моменту создания группы «Солнцеворот» его участники имели не малый стаж работы в коллективах, играющих разную по стилю музыку- от фольклора и этники до арт-рока и хэви-метала. К тому времени лидер группы и автор всех композиций Андрей Каляда тринадцать лет работал в калининградской команде «Обратный режим», а в 2005 году параллельно основал сольный проект «Волос узлом», из которого в 2009 году родился «Солнцеворот».
Выбор названия группы связана с несколькими фактами: это и совпадение даты рождения лидера группы Андрея Каляды с днем зимнего солнцестояния, и изначальная обращенность к русским фольклорным истокам, и приверженность славянской тематике, и ключевая идея — борьба света и тьмы…

## Состав

### Текущие участники
- Андрей Каляда (Титков) — тексты, вокал, акустическая гитара
- Виталий Иванов — ударные, перкуссия
- Владимир Кузнецов — бас-гитара

### В разное время были в составе или сессионными
- Александр Крауз — гитара
- Иван Лебедько — гитара
- Полина Матвий — клавишные
- Алексей Горшков — бас-гитара
- Светлана Ракеева — вокал, гусли
- Владимир Петропавловский — флейта, волынка
- Валерий Новичихин — ударные
- Александр Кулик — звукооператор

## Дискография
- 2009 — Огонь (Сингл)
- 2010 — Песней к Весне (Audio CD)
- 2011 — Live in Одесса (Live CD)
- 2011 — Закрома (Audio CD)
- 2014 — Тропами (Сингл)
- 2015 — Костры (Мини-альбом)

## Сборники
- 2010 — «Wolves Of Nordland — A tribute to Bathory» с композицией «The Ravens»
- 2012 — «A tribute To Holdaar — Противостояние» с композицией «Божий воин»

## Рецензии
- Рецензия на альбом «С песней к Весне». Музыкальный журнал "Dark City" © сентябрь – октябрь 2010, №58, стр. 72
- Рецензия на альбом «С песней к Весне». Музыкальный портал «Наш НеФормат» Опубликовано: 28 июля 2011 г.
- Рецензия на альбом «С песней к Весне». Музыкальный портал «Наш НеФормат» Опубликовано: 11 марта 2013 г.
- Рецензия на альбом «Закрома». Музыкальный журнал "Dark City" © март - апрель 2012, №67, стр. 70
- Рецензия на альбом «Закрома». Музыкальный портал «Наш НеФормат» Опубликовано: 25 марта 2013 г.